# Petr David
Petr David (* 12. dubna 1949 Praha) je český spisovatel a sportovní novinář. Vystudoval na pražské Karlově univerzitě Fakultu žurnalistiky. Mezi roky 1973 a 1992 působil v deníku Československý sport, kde se posléze stal i jeho šéfredaktorem. Spolupracuje též s Českým rozhlasem a některými českými periodiky. Posléze se po roce 1992 stal s Vladimírem Soukupem spolumajitelem nakladatelství a vydavatelství S&D.
Je autorem turistických průvodců a se svým přítelem Miroslavem Moravcem vydal sbírku vědeckofantastických povídek ze sportovního prostředí.

## Dílo

### Turistické průvodce
- DAVID, Petr; SOUKUP, Vladimír. 1111 památek a zajímavostí Prahy. 1. vyd. Praha: Soukup & David, 2001. 350 s. ISBN 80-7011-612-9.
- DAVID, Petr; SOUKUP, Vladimír. 999 turistických zajímavostí České republiky. 1. vyd. Praha: Soukup & David, 2001. 392 s. ISBN 80-7011-656-0.
- DAVID, Petr; SOUKUP, Vladimír. 888 hradů, zámků, tvrzí České republiky. 1. vyd. Praha: Soukup & David, 2002. 335 s. ISBN 80-7011-709-5.
- DAVID, Petr; SOUKUP, Vladimír. 777 kostelů, klášterů, kaplí České republiky. 1. vyd. Praha: Soukup & David, 2002. 308 s. ISBN 80-7011-708-7.
- DAVID, Petr; SOUKUP, Vladimír. 666 přírodních krás České republiky. 1. vyd. Praha: Soukup & David, 2003. 224 s. ISBN 80-7011-717-6.
- DAVID, Petr; SOUKUP, Vladimír. 555 památek lidové architektury České republiky. 1. vyd. Praha: Soukup & David, 2000. 184 s. ISBN 80-7011-674-9.
- DAVID, Petr; SOUKUP, Vladimír. 444 historických měst a městeček České republiky. 1. vyd. Praha: Soukup & David, 2004. 224 s. ISBN 80-7011-741-9.
- DAVID, Petr; SOUKUP, Vladimír. 333 památných míst České republiky. 1. vyd. Praha: Soukup & David, 2004. 191 s. ISBN 80-7011-777-X.
- DAVID, Petr; SOUKUP, Vladimír. 222 technických skvostů České republiky. 1. vyd. Praha: Kartografie, 2005. 144 s. ISBN 80-7011-867-9.
- Skvosty Prahy (2004)
- Skvosty lázní (2005)
- série Velká turistická encyklopedie (2007–2011)
- série Průvodce po Čechách, Moravě a Slezsku
- 1000 divů Česka (2008)
- Nejkrásnější výlety vlakem (2014)
- Nejkrásnější výlety autem (2014)

### Sci-fi
- Útěk do budounosti (1980), sci-fi povídka, časopisecky.
- Cíloví fotografie (1981), sci-fi povídka, časopsisecky.
- Beamona jsem překonat nechtěl (1990), spoluautor Miroslav Moravec, sbírka osmi sportovních sci-fi povídek pro mládež. Povídky se zabývají otázkou dopingu a nebo obsahují odstrašující vizi sportu v budoucnosti.